# فوينتى ساز دي جاراما
فوينتى ساز دي جاراما (بالإنجليزية: Fuente el Saz de Jarama)‏ هي بلدية ومدينة في منطقة الحكم الذاتي وتقع في منطقة مدريد في وسط إسبانيا. تبلغ مساحة هذه المدينة   (كم²)، ويبلغ عدد سكانها   نسمة حسب إحصاء سنة 2008 م.

## أعلام
- ماتياس مورينو